# アメリカの夜 (1961年の映画)
『アメリカの夜』（原題：America di notte、英題：America by Night）は、1961年のイタリア映画。
大ヒットした『ヨーロッパの夜』に次ぐ夜モノシリーズであり、今回は舞台を北・南米のナイトクラブ、キャバレー、ボードヴィルなどコンセプトは同じである。

## スタッフ
- 監督・製作：ジュゼッペ・スコテーゼ
- 脚本：F・ポルミエリ、ヴィニチオ・マリヌッチ
- 撮影：マッシモ・ダラマーノ、リノ・フィリッピーニ、M・デバ

## 関連映画
- 世界の夜
- ヨーロッパの夜
- セクシーの夜
- 世界の熱い夜
- 世界のセクシーナイト